# 패치워크

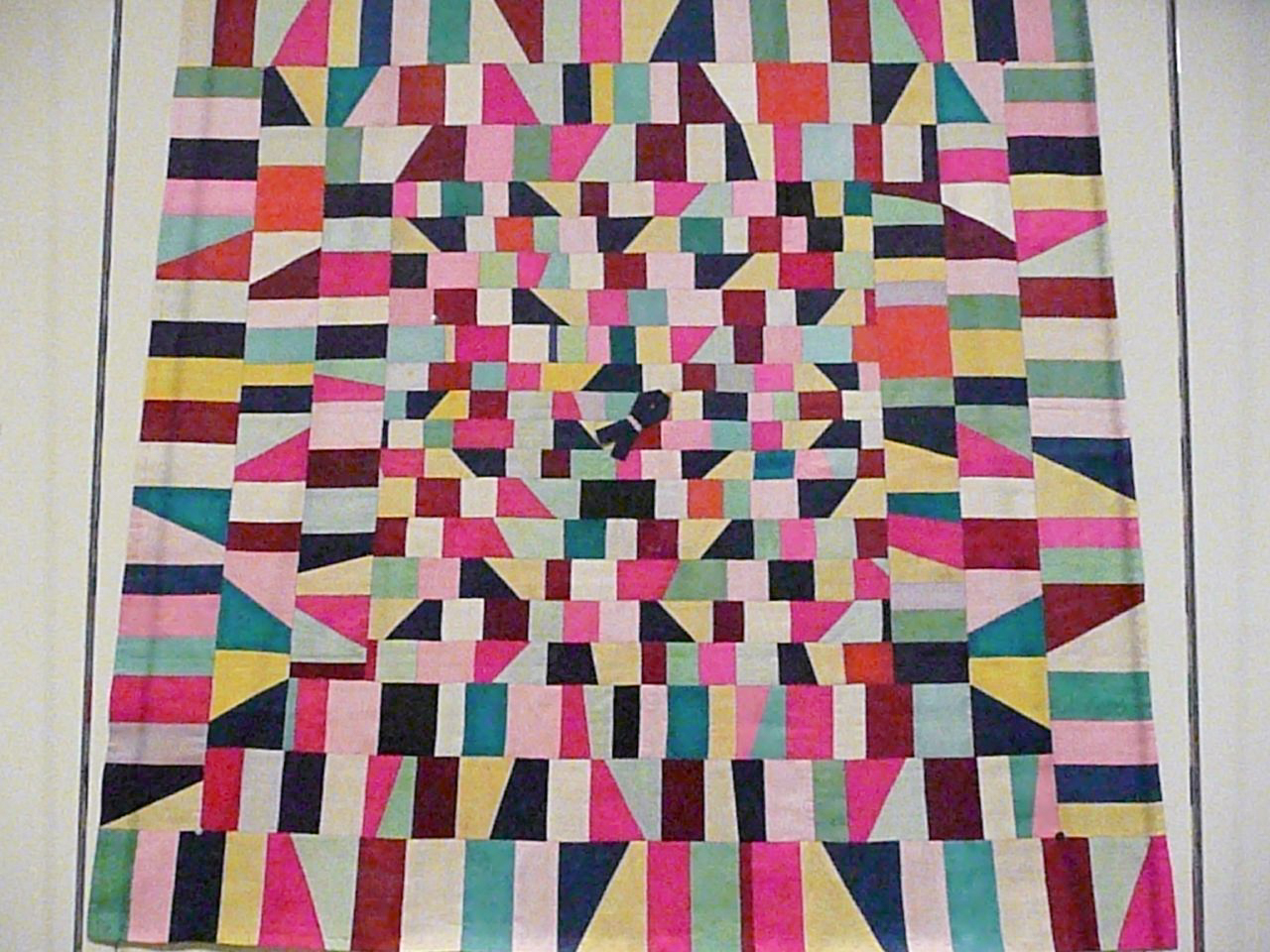
한국의 전통 패치워크 보자기 직물

패치워크(patchwork)는 바느질감의 일종으로, 여러 옷감 조각들을 더 큰 디자인으로 바느질하는 일이 수반된다. 더 큰 디자인은 보통 각기 다른 직물 모양(각기 다른 색이 될 수도 있음)의 반복 패턴에 기반을 두는 것이 일반적이다. 이 모양들은 신중하게 재어 자르며 기하학적 기초 모양을 사용한다.

## 형태
- 세미놀 패치워크
- 하와이 피스워크
- 스테인드 글라스 윈도 패치워크

## 추가 문헌
- Schnuppe von Gwinner (1988), The History of the Patchwork Quilt, ISBN 0-88740-136-8
- Eleanor Levie (2004), American Quiltmaking 1970–2000, ISBN 1-57432-843-3
- Celia Eddy (2005), Quilted Planet, ISBN 1-84533-009-9